# Дэвис-Вудхолл, Тара
Тара Дэвис-Вудхолл (англ. Tara Davis-Woodhall; род. 20 мая 1999, Мескит), урождённая Дэвис (англ. Davis) — американская легкоатлетка, специализирующаяся на прыжках в длину и спринте. Олимпийская чемпионка 2024 года, чемпионка мира, серебряный призёр чемпионата мира. Победительница студенческого чемпионата США, чемпионка мира среди девушек.

## Биография
Тара родилась в семье Райшона и Тай Дэвис, является младшей из пяти детей. Выросла в калифорнийском городе Агура-Хиллз. Во время учёбы в старшей школе Агуры успешно выступала на легкоатлетических соревнованиях. Дэвис установила шесть рекордов школы в различных дисциплинах, а также рекорды штата Калифорния в беге на 100 м с барьерами, в беге на 60 м с барьерами, в прыжках в длину в помещении и на открытом воздухе. В 2017 году Тара установила национальный рекорд в прыжках в длину среди школьников. В 2015 году она выиграла золотую медаль в прыжках в длину на чемпионате мира по лёгкой атлетике среди юношей в Кали. В 2016 году Дэвис участвовала в отборе в сборную США на летние Олимпийские игры, но в команду не попала. В 2017 году она выиграла три медали на Панамериканских играх среди юниоров: золото в прыжках в длину и эстафете 4x100 метров, а также серебро в беге на 100 м с барьерами.
В 2017 году, после окончания школы, Дэвис поступила в Университет Джорджии. В 2018 году на студенческом чемпионате США по лёгкой атлетике на открытом воздухе стала пятой в прыжках в длину, также выступила в беге на 100 м с барьерами, но не смогла выйти в финал. На аналогичном чемпионате того же года в помещении стала бронзовым призёром в прыжках в длину, 15-й в тройном прыжке и шестой в беге на 60 м с барьерами. В 2018 году Тара также выступила на чемпионате мира по лёгкой атлетике среди юниоров, где стала бронзовым призёром в прыжках в длину.
В 2018 году Дэвис перевелась в Техасский университет в Остине, из-за смены университета вынуждена была пропустить студенческий сезон 2018/19. На студенческом чемпионате США в помещении 2020 года она стала серебряным призёром в беге на 60 м с барьерами и четвёртой в прыжках в длину, а в 2021 году стала чемпионкой по прыжкам в длину как на чемпионате в помещении, так и на открытом воздухе. В 2021 году Дэвис выступила на летних Олимпийских играх в Токио, где в финале соревнований по прыжкам в длину стала шестой с результатом 6,84 м.
В 2023 году на чемпионате мира по лёгкой атлетике, который состоялся в Будапеште, прыгунья из США, в прыжках в длину, с результатом 6,91 метров стала серебряным призёром чемпионата мира.

## Личная жизнь
В 2017 году Дэвис познакомилась с легкоатлетом-паралимпийцем Хантером Вудхоллом. В сентябре 2021 года они обручились.